# 和泉模久
和泉 模久（いずみ ひろひさ、1930年5月5日 - ）は、東南アジア諸語の研究者。

## 来歴
東京生まれ。1957年東京大学文学部西洋史学科卒。1963年大阪外国語大学講師。1967-1970年カンボジアに滞在、プノンペン大学客員教授。カンボジア語（クメール語）、フィリピン語（タガログ語）、インドネシア語、タイ語、マレー語などを研究。

## 著書
- 『フィリピン語入門』泰流社 1982
- 『フィリピン語会話読本 発音の練習』泰流社 1987
- 『カンボジア語入門』泰流社 1988
- 『フィリピン語の旅行会話集・これだけで大丈夫!! 日本語・英語・比語/3か国語方式』ナツメ社 1989
- 『タイ語の旅行会話集・これだけで大丈夫!! 日本語・英語・タイ語/3か国語方式』ナツメ社 1990
- 『フィリピン語の日常会話』ナツメ社 1991
- 『インドネシア語の旅行会話集・これだけで大丈夫!! 短い、覚えやすい、すぐ使える』ナツメ社 1991
- 『東南アジア7か国旅行会話集 これだけで大丈夫!! フィリピン語・タイ語・マレー語・インドネシア語・広東語・英語・日本語』ナツメ社 1992
- 『そのまま使えるはじめてのタイ語旅行会話』ナツメ社 1993
- 『暮らしと仕事に役立つフィリピン語の日常基本単語集』ナツメ社 1993
- 『実戦カンボジア語旅行会話 トラベルガイド付』光星社 1994
- 『実用貿易五ヵ国語文例集 日-英-独-仏-西』泰流社 1995

共著
- 『暮らしと仕事の会話集フィリピン語 フィリピン人も日本語の勉強ができます』マリリン・B.マルコス共著　ナツメ社 1992